# Ardlethan
Ardlethan är en stad (town) i New South Wales i Australien. Folkmängden uppgick till 468 år 2006.

## Kommunikationer

### Järnväg
Ardlethan betjänas av järnvägsstationen Ardlethan Railway Station som är belägen på järnvägsbanan Temora to Roto Railway Line, banan trafikeras dock inte av persontåg.

### Väg
Ardlethan är belägen på landsvägarna Burley Griffin Way och Newell Highway.

## Befolkningsutveckling
Befolkningsutvecklingen i tätorten.

### Befolkningsutvecklingskällor
- Australian Bureau of Statistics. ”2001 Census QuickStats : Ardlethan (L) (Urban Centre/Locality)” (på engelska). https://www.abs.gov.au/census/find-census-data/quickstats/2001/UCL101600. Läst 3 augusti 2012.
- Australian Bureau of Statistics. ”2006 Census QuickStats : Ardlethan (L) (Urban Centre/Locality)” (på engelska). https://www.abs.gov.au/census/find-census-data/quickstats/2006/UCL101600. Läst 20 april 2012.
- Australian Bureau of Statistics. ”2011 Census QuickStats: Ardlethan” (på engelska). https://www.abs.gov.au/census/find-census-data/quickstats/2011/SSC10048. Läst 3 augusti 2012.